# ダイナマイトコーポレーション
株式会社ダイナマイトコーポレーションは、中国・四国地方でリユース・リサイクル事業とその専門店を展開する企業。かつては家電量販店が主たる事業であった。旧社名は株式会社英弘（えいこう）チェン。本社は香川県仲多度郡多度津町。

## エイコー時代

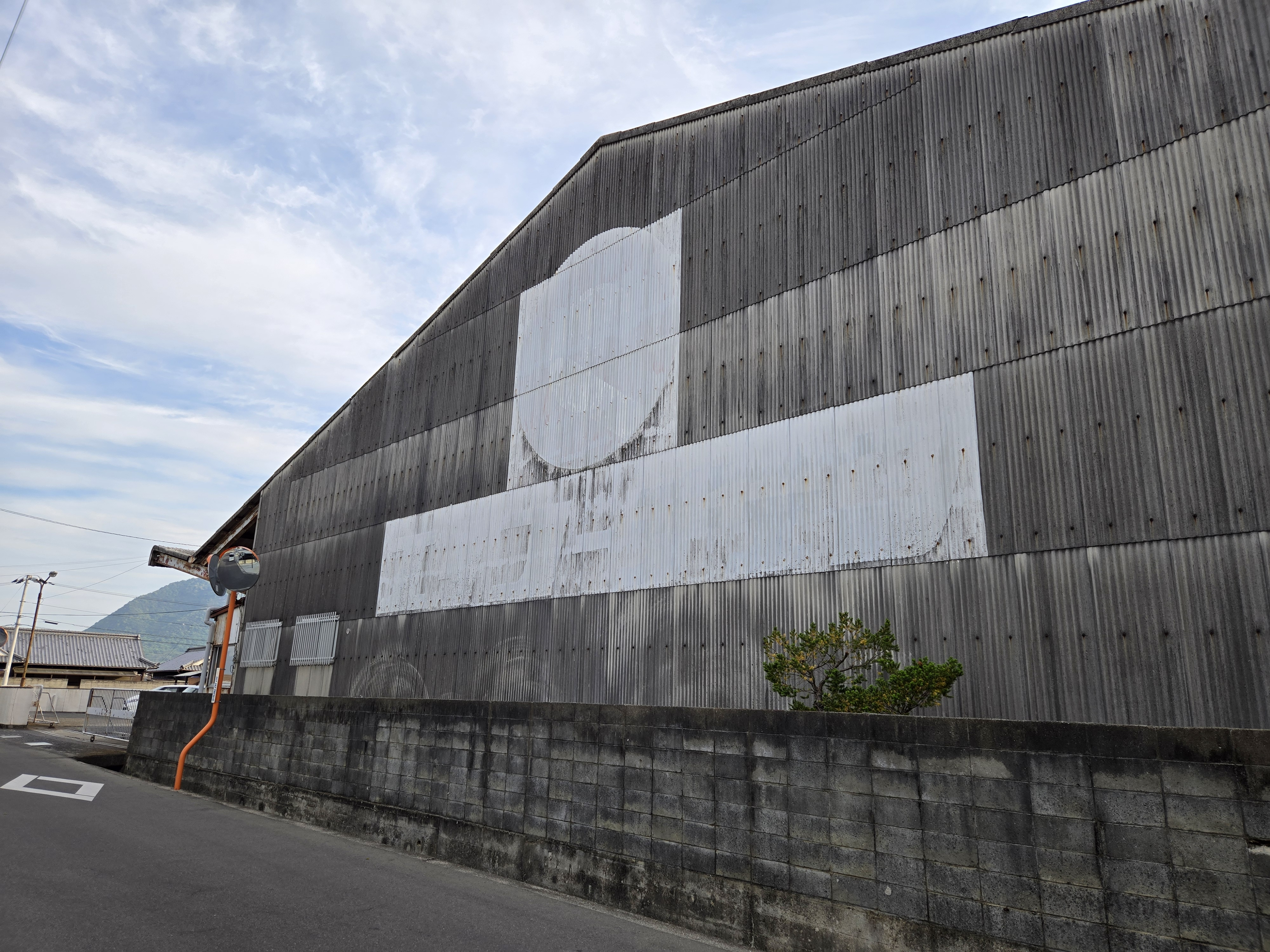
本社

創業1947年、「エイコー」の店舗名で、（徳島県を除く）四国各地を中心に家電量販店をチェーン展開していた。コーポレート・スローガンは「Electronics Newing」、キャッチフレーズは「幸せの輪をひろげる」「家庭電器のエイコー」であった。
大きな転機となるのは、同社最大の商圏である高松市への大型家電量販店「ダイイチ高松店」（後のデオデオ高松店、後にゆめタウン高松に移転している）出店である。激しい競争を繰り広げたが、ベスト電器の郊外型大型店舗の強化（ただし2010年に高松市から完全撤退）、ケーズデンキ（当初は株式会社ビッグ・エスをフランチャイジーとする「ケーズ・ビックエス」として出店）、西村ジョイなどホームセンターにおける家電販売の拡大もあり、香川県内、とりわけ高松市内で厳しい競争にさらされることとなった。丸亀町商店街にあった高松店を閉店（後に大創産業の100円ショップ直営1号店の移転拡大店舗となり現在に至る）、そのような中で、ディスカウント型家電量販店へ業態変更することとなる。
エイコー時代には、（徳島県を除く）四国3県のほかに、岡山県や東京都、宮城県、群馬県、埼玉県、山梨県、静岡県、台湾にも出店していた。

### やまびこ会
英弘チェン時代の有料制（入会金のみ）会員で、以下の特徴があった。
- 入会記念品贈呈 -「やまびこ会」ロゴ入りの電卓、時計などが提供された。年会費・更新はない為一度入会すれば以後特典を受けられる。紛失等の再発行は無料。
- 会員割引 - 3%引きなど
- POSシステムと連動した販売履歴管理 - リコールが発生した時には迅速に連絡が行えるようになっていた。
- 会員招待販売会 - 会員証とダイレクトメール提示で、10%割引など
- 電気製品の修理10%割引（他店購入製品も可）

なお、会員管理にはNECのN5200シリーズが用いられ、各店舗に端末を設置、各種情報が参照できるようになっていた。なお、当初はオフライン運用のため、販売データが店舗の端末に反映されるまでには相当の日時を要していた。

### 会社概要（1991年当時）
出典：
- 社名:株式会社 英弘チェン
- 創業:1947年10月
- 設立:1957年7月
- 資本金:8億8900万円
- 代表者:代表取締役社長 秦泉寺信喜（創業者）
  - 全家電量販協同仕入機構（JEMS）代表取締役-1974年・日本電気専門大型店協会（NEBA）副会長-1974年[2]
- 従業員数:1028名
- 事業内容:オリジナル商品の開発・販売、及び国内全メーカーの映像・音響・情報機器・家電製品の販売・修理工事・健康事業
- 本社:香川県多度津町山階455
- 東京支社:東京都小平市鈴木町1-162
- 店舗:仙台・群馬・埼玉・東京・山梨・浜松・岡山・香川・愛媛・高知に7ブロック（国内83店舗）、台湾6店舗と修理工場
- 売上高:370.5億円（平成3年度）
- 関連会社:株式会社三喜殖産、英弘企業株式会社、英弘正運輸株式会社

### 沿革
出典：
- 1947年 - 高知市内にラジオ卸販売業を創業
- 1950年 - 英弘電気有限会社に組織変更
- 1954年 - 高知市に店舗開設し家電販売開始
- 1957年 - 株式会社英弘商会に組織変更
- 1961年 - 岡山地区に出店開始
- 1963年 - 香川地区に出店開始
- 1968年 - 東京地区に出店開始
- 1968年 - 愛媛地区に出店開始
- 1969年 - 香川県に株式会社英弘チェン本社設立
- 1969年 - 埼玉地区出店開始
- 1971年
  - 全家電量販協同仕入機構（JEMS）設立に参加。オリジナルブランドはbaron・Eseel・jeje・モンブラン
  - 日本電気専門大型店協会（NEBA）の設立に参加
- 1977年 - 浜松地区出店開始
- 1978年 - 仙台地区出店開始
- 1979年 - やまびこ会制度スタート
- 1982年 - 東京にPOS導入
- 1984年 - 全店POS導入完了、サービス工場設立
- 1985年 - エイコー独自のオリジナル商品開発販売を開始
- 1991年 - 燦坤実業（台湾）と合弁「燦坤英弘」（燦坤3Cの前身）設立
- 1997年 - 同社発祥の地である帯屋町店（高知市帯屋町一丁目）売却
- 1999年4月 - 愛媛県内9店で先行して「デンキのダイナマイト」に変更
- 1999年 - 高知県内14店を「デンキのダイナマイト」に変更（6/25から）。この時点で香川5店舗は未定。

### 店舗（1988年当時）
出典：
- 岡山ブロック - 表町店、新岡山店、西岡山店、妹尾店、高島店、水島店、倉敷店、総社店、岡南店、老松店、サンライフマート東倉敷店
- 香川ブロック - 屋島店、今里店、高松店、郷東店、仏生山店、坂出本町店、善通寺店、多度津店、サンライフマート丸亀店、家電リビング店
- 愛媛ブロック - 千舟店、平田店、東石井店、鷹の子店、中央通店、郡中店、新居浜店、新西条店、東予店、川之江店、宇和島店、八幡浜店、新町店、大洲店、南郡店、土橋店、寒川店
- 高知ブロック - 高知店、帯屋町店、北店、さがみ店、高須店、南国店、野市店、佐川店、安芸店、室戸店、須崎店、高岡店、宿毛店、土佐清水店、中村店
- 仙台ブロック - 多賀城店、仙台南バイパス店、泉店
- 東京ブロック - 東村山店、田無店、東久留米店、石神井店、青梅店、東山和店、小平鈴木店、町田店、なるせ店、所沢店、川越店、新所沢店、高崎店、藤岡店
- 浜松ブロック - 浜松店、駅南店、高台店、松菱店、浜北店、入野店
- サービス部 - 修理工場（香川）、所沢修理工場、岡山ブロックサービスセンター、香川ブロックサービスセンター、愛媛ブロックサービスセンター、高知ブロックサービスセンター、仙台ブロックサービスセンター、東京ブロックサービスセンター、浜松ブロックサービスセンター
- エイコー関西研修センター[注釈 1]（香川県善通寺市/1989年完成）

## デンキのダイナマイト
店舗ブランド変更後は、「ELP（Everyday Low Plice）」を基本コンセプトとした（低）価格保障をうたい、デオデオ、ケーズデンキ、ヤマダ電機などと徹底対抗した。特に高知県などではヤマダ電機が進出する前に全店変更するなど徹底していた。その姿勢と矛盾する会員組織「やまびこ会」は、入会無料のポイントカード会員制度に移行（やまびこ会会員には、ポイント付与付移行が期間限定で行われた）し、「やまびこ会」の修理割引制度も有料の延長保証制度に刷新した。店名を連呼するオリジナルのテーマソングも制定し、店舗内でリピート再生している。
しかし、ヤマダ電機やケーズデンキの進出、ベスト電器の大型化、西村ジョイ以外の香川県外資本ホームセンターの出店が加速。特に、全国大手のヤマダ・ケーズ両社に対して価格競争力で劣性におかれていく。
2005年11月、大手家電量販店ヤマダ電機と香川県のスーパーマルナカとともに、株式会社中四国テックランドを設立。これにより、香川県・愛媛県・高知県の主要店舗（1000坪以上の店舗）を、ダイナマイトからテックランドに改装した。また、それに加えマルナカがベスト電器とフランチャイズを結んでいた店舗をダイナマイトに改装した4店舗（小豆島店、三木店、綾南店、琴平店）を加え7店舗体勢となっていた。株式会社中四国テックランドは、2008年10月15日にヤマダ電機の完全子会社となり、ダイナマイトコーポレーションとの資本関係はなくなった。これに伴い、マルナカ資本である小豆島店、三木店、綾南店、琴平店は新たに設立されたヤマダ電機とマルナカの合弁会社である株式会社デンキランドに移管され、店舗名を変更しているが、マルナカのイオングループ入りに伴い2012年に全店舗とも閉店している。
一方、「デンキのダイナマイト」のまま営業を続けていた店舗も、ヤマダ電機のフランチャイズに入ることになり、POSシステムがヤマダ電機のものに置き換えられたほか、商品の仕入れもヤマダ電機のルートを活用することとなった。フランチャイズ入り前に発行されたポイントカードとフランチャイズ後のポイントカードは、カードそのものはまったく同一の形状をしたリライタブルカードを使用しているものの互換性はなく、ポイントの移し変え等の手続きが案内された。新しいポイントカードの印字内容は、ヤマダ電機で使用しているポイントカードとほぼ同一である。ただし、ヤマダ電機で実施されている来店スロットサービスはない。なお、これら店舗もその後漸減し、残った店舗もコスモスベリーズのFC店となるなどの形で消滅した。

## かつて存在した「デンキのダイナマイト」（一部）

### 香川県
- 高松店　高松市丸亀町14-1
- 宇多津店（香川県綾歌郡宇多津町）‐ ヤマダ電機テックランド宇多津へ改装。現在閉店
- 屋島店（香川県高松市）- 地上4階、地下1階のビルを持っていた。ダイナマイト閉店後、一時はハード・オフのみ営業を続けていたが最終的に閉店、ビルは取り壊され、マルナカ・パワーシティ屋島の駐車場拡張に使われた。なお、同ビル内にはダイナマイトコーポレーションのメインバンクでもある四国銀行屋島支店がテナントとして入居していたが、ダイナマイトの閉店に先立ち営業を終了、高松支店に統合された。代替措置として、道一本を隔てて隣接するTSUTAYA屋島店の敷地内にATMコーナーが設置された。
- 観音寺店 - 観音寺市吉岡町1　国道11号線北側 - 経営後期の屋号は「健康ファミリー館」。各種健康器具、体温計など家庭医療機器を販売するなどダイナマイトの流れをくむ店としては長らく営業を続けていたが2010年中期には解体され「auショップ 観音寺」となる。

### 愛媛県
- 新居浜店（愛媛県新居浜市）- 新旧店舗ともいずれも国道11号沿いに立地していた。
  - 旧店舗：エイコー時代からの店舗で、ダイナマイトへのブランド変更後もしばらくはこちらで営業していた。2020年現在はカラオケ店（ビッグエコー）として現存。
  - 新店舗：旧店舗から見て東側にあるビルの2階に店舗を構えていた。跡地はFunky Time（インターネットカフェ）になったほか、同店閉店後、1階のテナントであるTSUTAYA新居浜店の売場拡幅が実施された。なお、同店の閉店に前後し、レンタルビデオ業界第2位のゲオが、同じ国道11号上に初めて進出、TSUTAYA新居浜店と競合関係になった。アフターサービスは、隣地に新たに修理専門店を設置している。
- 東予店（愛媛県西条市）- 旧・東予市三津屋南
- 松山三津店（愛媛県松山市）- コーノ三津店（後に撤退し、大黒天物産のラ・ムー 松山西店に入れ替わる）を中核としていた複合施設｢ピコア21｣内に立地。ダイナマイト撤退後は大屋・ドラッグストアMACなどになっていた。その後ピコア21全体が解体され、2020年現在はラ・ムー松山西店の新店舗に建て替えられている。
- 松山南店（愛媛県松山市東石井） - 2020年現在、パソコン工房松山店として現存。
- 八幡浜店　八幡浜市東新川　江戸岡交差点角　現状更地
- 大洲店　大洲市東大洲286　- 撤退後更地にされ、2021年現在は丸亀製麺伊予大洲店になっている。
- 四国中央店（愛媛県四国中央市）- 下柏町。全店ヤマダ電機転換後も最後まで暫くダイナマイトのまま残った。

### 高知県
- 高知本店（高知県高知市） 現在のヤマダ電機テックランド高知旭店。高知県内の店舗で唯一4階建（売場は3階まで、エイコー時代は2階まで）の建物であった。エスカレーターは上り専用である。かつてはワンダーグーが入店していた。
- 高知北店（高知県高知市）ダイナマイト高知本店がテックランド高知旭店に改装されるのと同時に閉店。現在は建設会社の倉庫となっている模様。
- 高知南店  （高知県高知市）長らく営業を続けていたが現在はレンタルビデオチェーンのゲオが営業。
- 高須店 （高知県高知市） 現在は閉店。跡地には漫画喫茶などが入店している。ダイナマイト以前は、1983年に開店した高知県内で15店目のエイコーであった。
- 室戸店（高知県室戸市）ダイナマイト安芸店がテックランド高知安芸店に改装されるのと同時に閉店。2016年頃まで建物は残っていたが、現在は取り壊され、集合住宅になっている。
- 安芸店（高知県安芸市）かつては久世町のサンモール内に存在したが、サンモール閉店に伴い庄之芝町に移転。現在のヤマダ電機テックランド高知安芸店。
- 野市店（高知県香南市）旧野市町に存在した。高知県内の店舗で最後まで営業を続けた。建物は取り壊され、跡地に大衆理容 野市店が営業。
- 佐川店（高知県高岡郡佐川町）現在のヤマダ電機テックランド高知佐川店。かつてはワンダーグーが入店していた。
- 土佐店（高知県土佐市）現在のヤマダ電機高知土佐店。ダイナマイト土佐店時代に増床を行っている。また、かつてはワンダーグーが入店していた。
- 須崎店（高知県須崎市）地元のショッピングセンター"ライフタウンYUTAKA"の敷地内に存在した。テックランド高知須崎店が須崎道路沿いに開店するのと同時に閉店。建物は残っている。その後2016年末にYUTAKAそのものも閉店。
- 窪川店（高知県高岡郡四万十町）現在は更地となっている。
- 中村店（高知県四万十市）現在のヤマダ電機高知四万十店。
- 宿毛店（高知県宿毛市）ダイナマイト中村店がテックランド高知四万十店に改装されるのと同時に閉店。建物は残っている。宿毛警察署の改修工事の際に2013年頃警察署として利用された時期もあったが現在は空き物件。

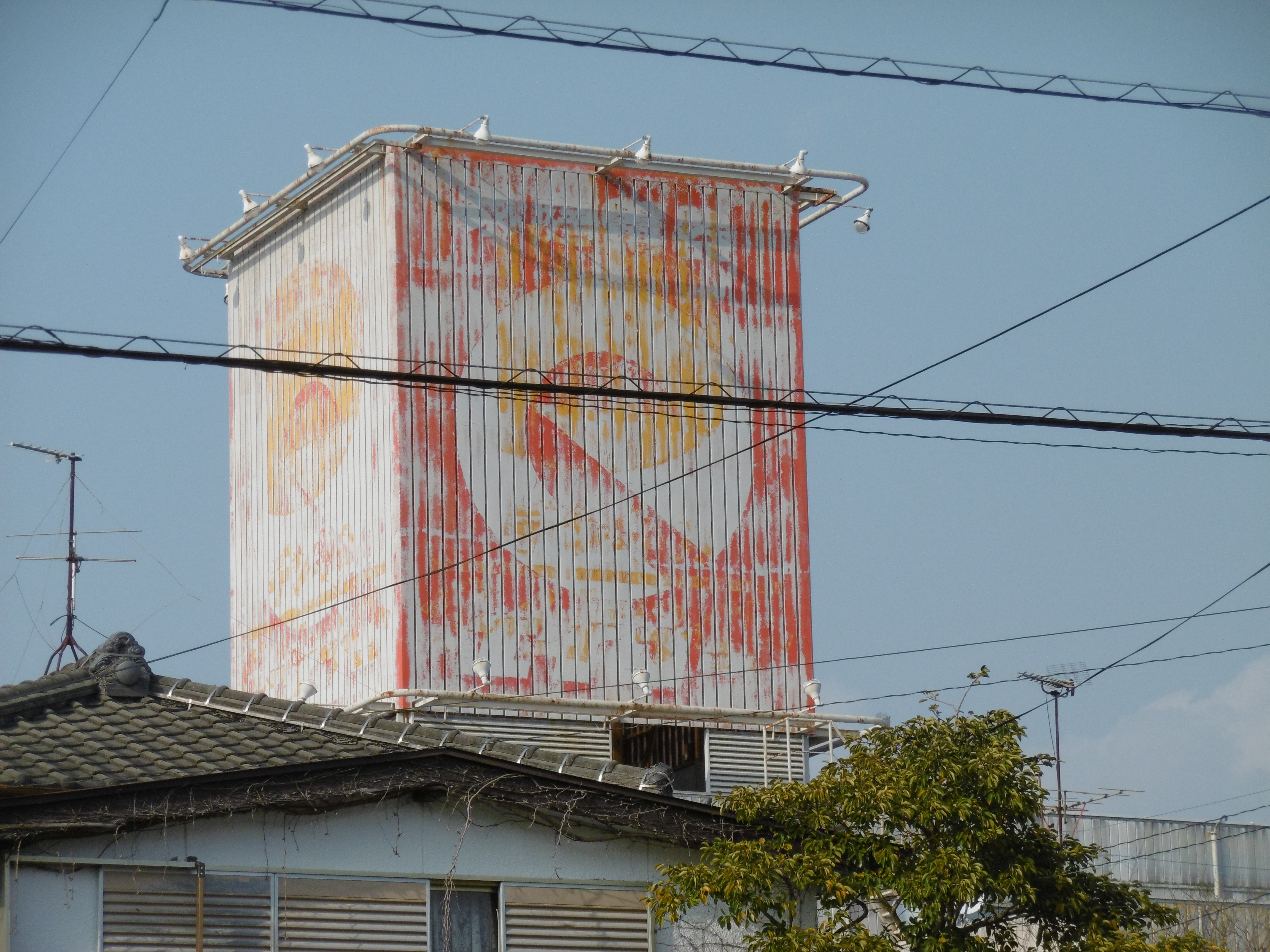
元エイコーの看板

## 家電量販店からの撤退とその後の展開
家電量販店の運営から撤退した後は、主たる事業をハードオフとオフハウスの中国・四国地方（岡山県、広島県、香川県、高知県）のFC経営に転換したが中国・四国にある全ての店舗の経営はしていない。（他社運営の店舗もある）ただし現在でも実店舗こそ持たないものの、インターネットでの家電販売を行ったり、家電製品の出張修理サービス事業を行うなど、過去に培ったノウハウを生かす形での事業は続いている。

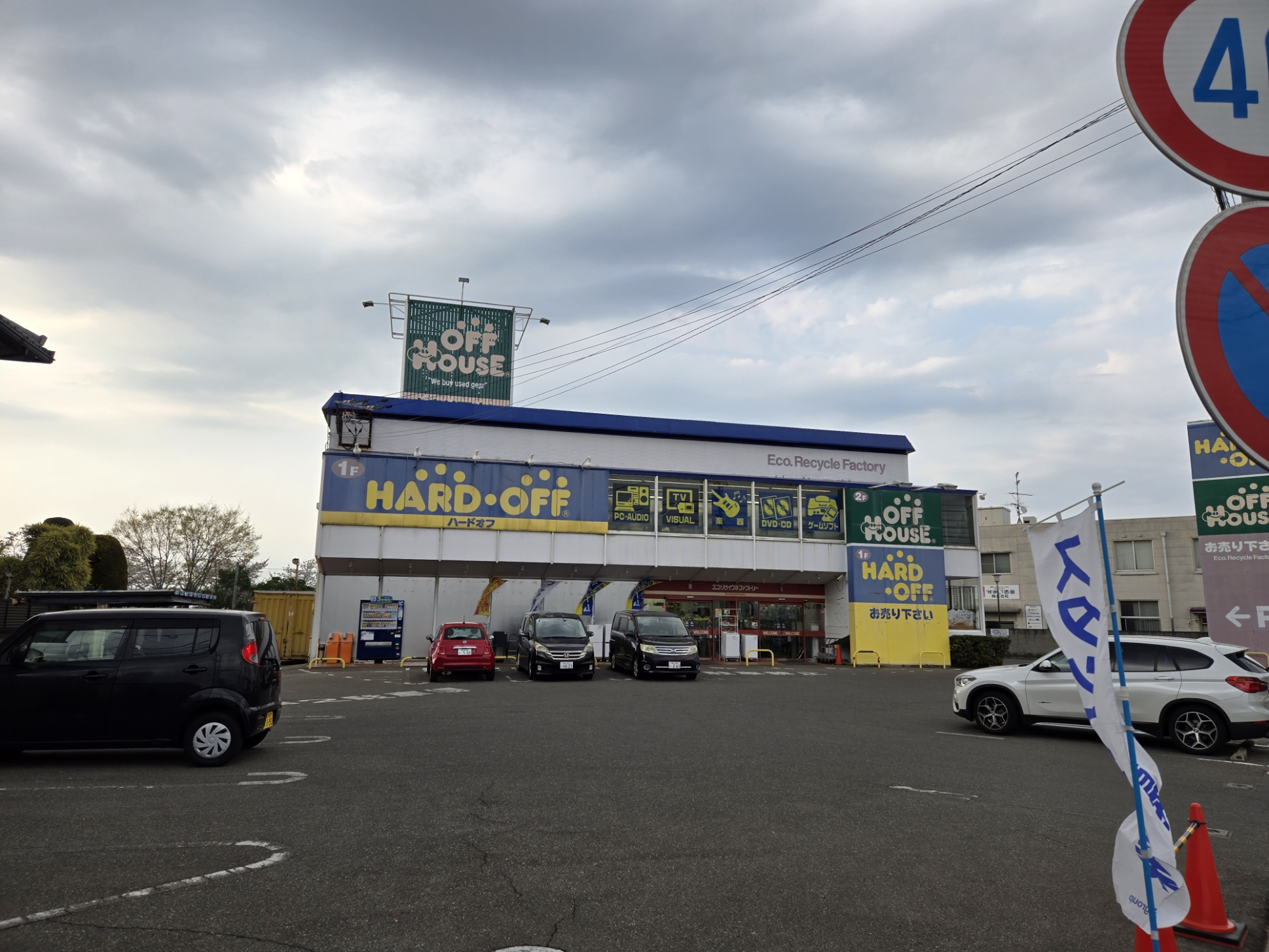
ハードオフ丸亀店（ダイナマイトコーポレーション運営）